# Lång, Grums socken
Lång (Long) är en herrgård och gods i Grums socken och kommun.
Lång bildades på 1600-talet. 1717 inköptes godset av assessorn G. Lindroth, som gjorde godset till fideikommiss för sina arvingar. Fideikommisset ändrades 1796 av hans änka till förmån för Carl Gustaf Löwenhielm. Efter hans död kom godset i ätten Rosensvärds ägo.